# Charlie Creath
Charles Cyril Creath, dit Charlie Creath, né le 30 décembre 1890 à Ironton le 23 octobre 1951 à Chicago, est un trompettiste, saxophoniste, accordéoniste et chef d'orchestre de jazz américain.
Dans les années 1900, Creath joue dans des cirques et dans différents jazz bands. Vers 1919, il revient à Saint-Louis et prend la direction de formations sur les bateaux de la compagnie fluviale Streckfus sur le Mississippi, sur le trajet La Nouvelle-Orléans-Saint-Louis. Dans les années 1920, les ensembles qu'il dirige sont si populaires qu'il en possède plusieurs sous son propre nom. Un jeune musicien, Gene Sedric (en), plus tard un des piliers du combo de Fats Waller, l'accompagne à cette époque.
En 1927, Charlie Creath co-dirige avec Fate Marable un orchestre sur le SS Capitole. À partir de la fin des années 1920, il est souffrant et passe à la trompette après avoir jusque-là surtout joué du saxophone et de l'accordéon. Lui et Fate Marable jouent de nouveau ensemble de 1935 à 1938, puis Creath ouvre un night-club à Chicago. Durant la Seconde Guerre mondiale, il travaille dans une usine aéronautique, et prend ensuite sa retraite. Ses dernières années sont marquées par la maladie.
À côté de son beau-frère, Zutty Singleton, qui a épousé sa sœur Marge, les formations de Creath comprennent Ed Allen, Pop Foster, Jerome Don Pasquall (en), Leonard Davis et Lonnie Johnson. Entre 1924 et 1927, il enregistre comme chef d'orchestre pour Okeh Records sous le nom d'orchestre de Charles Creath's Jazz-O-Maniacs.

## Sources
- Leonard Feather et Ira Gitler, The Biographical Encyclopedia of Jazz. Oxford, 1999, p. 155.
- Lawrence Koch, Charlie Creath, Grove Jazz.